# Believe (chanson de The Chemical Brothers)
Pour les articles homonymes, voir Believe.
Believe est le deuxième single tiré de l'album Push the Button du groupe The Chemical Brothers. Lancée en mai 2005, la chanson a atteint la position 18 au Hit-parade britannique.

## Vidéoclip
Le vidéoclip, réalisé par Dom and Nic (en), a été tourné en partie dans les installations de l'usine de Longbridge. Il met en scène un travailleur industriel paranoïaque terrifié par les robots de la chaîne de montage de son milieu de travail. Le clip débute en présentant l'homme regardant une vidéo de danse aérobique dans un magasin de télévisions. Par la suite, l'homme est au travail et manipule les automates. Il quitte son milieu de travail et se promène dans la ville. Il hallucine les robots qui le pourchassent dans la ville. À la fin du clip, l'homme est cerné par les automates dans la rue. Il s'assoit et part d'un rire hystérique alors que les robots disparaissent à nouveau.